# سباستیان روئو
سباستیان روئو (به فرانسوی: Sébastien Rouault) (زادهٔ ۲۴ فوریهٔ ۱۹۸۶) شناگر اهل فرانسه است.